# Ashley Westwood
Ashley Roy Westwood (Nantwich, 1990. április 1. –) angol labdarúgó, az amerikai Charlotte játékosa.

## Pályafutása

### Crewe Alexandra
A Nantwich-ben, Cheshire-ben született Westwood a Crewe Alexandra ifiakadémiáján kezdett el futballozni. Első profi szerződését 2008 áprilisában kapta meg, Luke Danville-lel, Chris Clementsszel, Josh Thompsonnal, AJ Leitch-Smith-szel és Luke Murphy-vel együtt. Ugyanabban az évben kölcsönben szülővárosa csapatához, a Nantwich Townhoz került, ahol öt bajnoki mérkőzésen lépett pályára. A Crewe első csapatában egy évvel később mutatkozott be, amikor csereként pályára lépett egy Millwall ellen elveszített bajnokin. A 2008/09-es szezonban még egy meccsen játszott, a Swindon Town ellen, mely 0-0-ra végződött, ezzel elkerülhetetlenné téve a Crewe Alexandra kiesését a negyedosztályba.
A következő idényben Westwood alapemberré vált a csapatban, 38 meccsen kapott lehetőséget és hat gólt szerzett. Első gólját egy 3-2-re megnyert Chesterfield elleni mérkőzésen lőtte. Ugyanebben a szezonban kapta első piros lapját is, amikor összeverekedett a Notts County csatárával, Luke Rodgersszel, akit szintén kiállított a játékvezető. A klub vezetősége elégedett volt a fiatal középpályás teljesítményével, így 2009 decemberében egy új, kétéves szerződést adott neki. A szezon végén az év játékosának járó díjat is elnyerte. A Crewe akkori menedzserasszisztense, Steve Davies így nyilatkozott vele kapcsolatban: "Ashley egy helyi srác, nem valamelyik neves csapattól jött. A szurkolók nem sokat tudtak róla, mert sosem sorolták a sztárjelöltek közé, de az utóbbi 18 hónapban összeszedte magát és megmutatta, hogy mire képes."
A 2010/11-es évadban 46 mérkőzésen játszott és ismét hat gólig jutott. A Torquay United elleni 3-3-as döntetlenre végződő meccsen duplázni tudott. A szezon felénél a vezetőség 2014-ig meghosszabbította a szerződését. A következő szezonban 47 alkalommal lépett pályára és nagy szerepe volt abban, hogy a Crewe Alexandra feljutott a League One-ban. Az idény során pályafutása második piros lapját is megkapta, egy Colchester United ellen 4-1-re elveszített meccsen.
David Artell 2012 nyarán távozott a csapattól, így Steve Davis vezetőedző Westwoodnak adta a csapatkapitányi karszalagot. A 2012/13-as szezonban három meccsen lépett pályára, amikor szóba hozták a nevét a Premier League-ben szereplő Swansea Cityvel kapcsolatban. "Ez az első alkalom a pályafutása során, hogy ilyen találgatások merülnek fel vele kapcsolatban. Profiként kell kezelnie a helyzetet" - nyilatkozta Davis.

### Aston Villa
A Swansea Cityvel folytatott tárgyalások megfeneklettek, mivel a walesi klub nem volt hajlandó kifizetni a Crewe által kért vételárat. Az Aston Villa kapott a lehetőségen és a nyári átigazolási időszak utolsó napján leigazolta Westwoodot. Négy évre szóló szerződést kötött a birminghami klubbal, mely a hírek szerint 2 millió fontot fizetett érte.
2012. szeptember 15-én debütált új csapatában, amikor csereként váltotta Stephen Irelandet, egy Swansea City elleni bajnoki második félidejében. November 3-án, a Sunderland ellen kapott lehetőséget először kezdőként. Az 1-0-ra megnyert találkozó után Westwood Barry Bannannel együtt dicséretet kapott a teljesítményéért. 2013. július 15-én új,  négyéves szerződést kapott a csapattól.

## Játékstílusa
Westwood leggyakrabban védekező középpályásként szervezi a játékot, de képes támadó középpályásként és jobbhátvédként is játszani. Miután az Aston Villához igazolt, Michael Carrickhez hasonlította magát, mint egy olyan játékos, aki kerüli a rivaldafényt, nem bonyolítja a játékot, visszaszerzi a labdát és odapasszolja azt a csapattársaknak.

## Sikerei, díjai
Crewe Alexandra
- A League Two rájátszásának győztese: 2012